# Arameeërs in Nederland
De Arameeërs in Nederland (Aramees: ܣܘܪܝܝܐ ܒܗܠܠܢܕܐ), ook wel bekend als Suryoye in Nederland, identificeren zichzelf soms als Syriërs (niet te verwarren met Syrische Arabieren), vormen een etnisch-culturele minderheid van ongeveer 30.000 personen. De gemeenschap heeft zich grotendeels gevestigd in Twente, met daarnaast significante aantallen in Amsterdam en omstreken. De meeste Arameeërs in Nederland zijn afkomstig uit Turkije, Syrië, Libanon en Irak, waar zij vanwege onderdrukking en discriminatie hun thuisland hebben verlaten.

## Komst naar Nederland

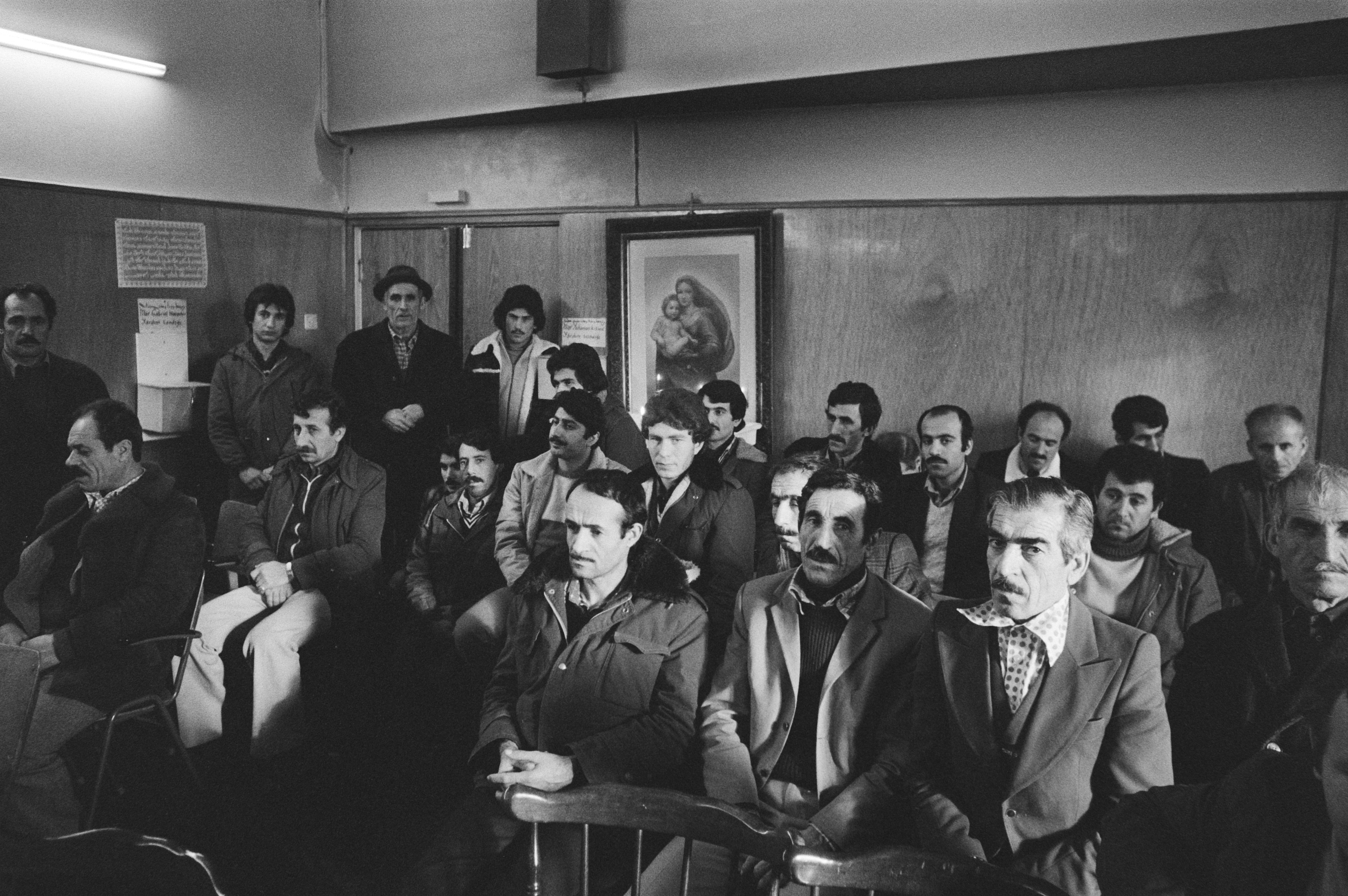
150 Arameeërs in de Mor Yuhanon Kerk in Hengelo i.v.m afwijzing asielaanvraag (1981)

Vlak na de Tweede Wereldoorlog deed West-Europa een beroep op werknemers uit het buitenland. Zo trok ook de wederopbouw van Nederland de aandacht van tientallen Aramese arbeidskrachten van 1965 tot 1975. Velen waren werkzaam in de industriële sector in de Twentse steden Enschede, Hengelo, Oldenzaal en ook in steden als Amsterdam en Amersfoort.
Na 1975 kwamen de Arameeërs naar Nederland toe als politieke vluchtelingen wegens oplopende spanningen tussen de Turkse overheid en de Koerdische PKK in de Aramese regio Tur Abdin. Op 13 april 1979 bezetten ± 350 Arameeërs de Sint-Janskathedraal ('s-Hertogenbosch), omdat zij gedreigd werden het land uitgezet te worden, de bezetting zou enkel het paasweekend duren, maar duurde uiteindelijk 93 dagen voordat de regering besloot de vluchtelingen een status te geven. De Arameeërs uit Turkije raakten net zoals de uit Turkije gevluchte Armenen bekend onder dezelfde naam, namelijk: Christen-Turken/Kerk-Turken.
Vanaf de jaren 80 en 90 volgden ook Arameeërs uit Syrië en na de eerste en tweede Golfoorlog de Arameeërs uit Irak.
Op het hoogtepunt van de Aramese vluchtelingenstroom werden twee Aramese vrouwen, Yildiz Saado en Mariam Youssef, aangehouden en vervolgens, samen met het 5-jarige dochtertje van Yildiz, onder dwang teruggestuurd met het vliegtuig naar Damascus. Het gezin van beide vrouwen bleef achter in Nederland en dook vervolgens onder. Een  dochter van Yildiz, Carolien Saado, werd uitgenodigd door onder andere het Jeugdjournaal, NOS Journaal en Sonja op donderdag. Haar leven werd vastgelegd in een documentaire door de VPRO.
Een groep journalisten die toentertijd verslag wilde doen van de uitzetting werd hardhandig door de politie bij de wachtruimte van het vliegtuig weggestuurd. Uit angst doken tachtig Aramese gezinnen onder in kerken verspreid over het hele land, waarbij vrijwilligers hen gezelschap hielden. Staatssecretaris Virginie Korte-van Hemel liet weten dat iedereen die hulp verleende aan de Aramese christenen een strafbaar feit beging, aangezien zij illegalen hielpen met onderduiken. Na negen maanden werden de drie uitgezette Arameeërs teruggehaald om te worden herenigd met hun gezin en kregen zij net als alle andere Arameeërs een status in Nederland.
In 1981 werd in Enschede de Suryoye Aramese Federatie Nederland als eerste Aramese organisatie opgericht, om hulp bij asielprocedures en integratie-ondersteuning in de Nederlandse samenleving met behoud van de eigen identiteit, taal en cultuur te bevorderen. De Aramese integratie in Nederland verloopt goed.
De Europese vluchtelingencrisis bracht ook Arameeërs naar Nederland. Meer dan 600 van hen zijn in Enschede zijn opgevangen.

## Cultuur
De Arameeërs staan bekend om hun behoud van tradities en cultuur, waarbij waarden zoals eer en respect een belangrijke rol spelen. Dit is mede te danken aan de sterke sociale cohesie binnen de gemeenschap. In Nederland vormt de Aramese gemeenschap een georganiseerde minderheid, met diverse culturele en sociale verenigingen in de steden waar zij zich hebben gevestigd. Veel Arameeërs die uit Turkije en Syrië zijn gevlucht, wonen voornamelijk in Oost-Nederland. In Twente werden Arameeërs in het verleden gerekruteerd door de textielindustrie, vanwege hun achtergrond in de weefnijverheid.

### Religie
De Arameeërs vormen een overwegend christelijke gemeenschap, waarvan de meerderheid in Nederland aangesloten is bij de Syrisch-Orthodoxe Kerk van Antiochië. In Nederland zijn er dertien Syrisch-Orthodoxe parochies, waarvan negen gevestigd in Twente. Daarnaast bevindt zich in Nederland het Syrisch-Orthodoxe Mor Ephrem Klooster, dat beschikt over het grootste grafkeldercomplex van Europa. Ook is er één Syrisch-Katholieke Kerkgebouw in Arnhem en houden ze erediensten in Zaandam, Sittard, Hengelo (Overijssel), Zwolle, Rotterdam en Zoetermeer. De Assyrische Kerk van het Oosten heeft een eigen parochie Zeist en houdt daarnaast erediensten in Oldenzaal. 
| Parochie                                      | Plaats       | Sinds | Bijzonderheden                                                      |
| --------------------------------------------- | ------------ | ----- | ------------------------------------------------------------------- |
| Syrisch-orthodoxe Apostel Johannes Kerk       | Hengelo      | 1977  | Eerste Syrisch-orthodoxe parochie in Nederland                      |
| St. Ephrem Klooster                           | Glane        | 1981  | Eerste Syrisch-orthodoxe klooster in Europa                         |
| Syrisch-orthodoxe St. Jacobus van Sarugh Kerk | Enschede     | 1984  |                                                                     |
| Syrisch-orthodoxe Moeder Godskerk             | Amsterdam    | 1985  | Rijksmonument Keizersgracht                                         |
| Syrisch-orthodoxe St. Sharbel Kerk            | Amsterdam    | 1993  | Burgemeester Elias-straat Amsterdam-Slotermeer                      |
| Syrisch-orthodoxe St. Ignatius Nurono Kerk    | Rijssen      | 1994  | Eerste niet-aangekochte Syrisch-orthodoxe parochiekerk in Nederland |
| Syrisch-orthodoxe Moeder Godskerk             | Hengelo      | 1996  |                                                                     |
| Syrisch-orthodoxe St. Kuryakos Kerk           | Enschede     | 1998  |                                                                     |
| Syrisch-orthodoxe St. Shemun dZeyte Kerk      | Oldenzaal    | 2001  |                                                                     |
| Syrisch-orthodoxe St. Gabriël Kerk            | Badhoevedorp | 2008  | Géén officieel ingewijde kerk                                       |
| Syrisch-orthodoxe St. Augin Kerk              | Hengelo      | 2011  | Géén officieel ingewijde kerk                                       |
| Syrisch-orthodoxe St. Petrus en Paulus Kerk   | Enschede     | 2012  |                                                                     |
| Syrisch-katholieke St. Jan Apostel Kerk       | Arnhem       | 2014  |                                                                     |
| Syrisch-orthodoxe St. Osyo en St. Aho Kerk    | Hengelo      | ?     |                                                                     |
| Syrisch-orthodoxe St. Matta Kerk              | Duivendrecht | ?     |                                                                     |
| Assyrisch Nestoriaanse St. Benyamin Kerk      | Zeist        | 2024  |                                                                     |

### Taal
Taal speelt een belangrijke rol binnen de Aramese gemeenschap, aangezien oudere generaties vaak niet vloeiend Nederlands spreken en zich beter kunnen uitdrukken in het Aramees. Daarnaast wordt het Aramees gebruikt als communicatiemiddel met familieleden in andere delen van de Aramese diaspora. Om taalverlies te voorkomen, zetten Arameeërs zich in om het Aramees door te geven aan volgende generaties, onder andere via zondagsscholen (Madrashto), waar de taal wordt onderwezen binnen verschillende parochies. Tot 2004 kregen allochtone leerlingen na schooltijd aanvullend onderwijs in hun moedertaal, waaronder het Aramees. In dat jaar besloot de Nederlandse overheid deze vorm van onderwijs af te schaffen en te stoppen met het aanbieden van moedertaalonderwijs binnen het reguliere onderwijsstelsel.

### Onderwijs
De sterke sociale cohesie binnen de Aramese gemeenschap draagt bij aan het stimuleren van jongeren om een zo hoog mogelijk opleidingsniveau te bereiken. Dit wordt mede beïnvloed door de gelijke onderwijskansen die in westerse landen worden geboden, in contrast met de situatie in het herkomstland, waar de eerste en tweede generatie Aramese vluchtelingen vanwege hun Aramees-christelijke achtergrond vaak beperkte toegang hadden tot onderwijs en bepaalde beroepsfuncties niet konden bekleden. Onderzoek bij diverse basisscholen in de Enschedese wijk Wesselerbrink, waar relatief veel Aramese leerlingen onderwijs volgen, toont aan dat een significant percentage van deze leerlingen een havo- of vwo-advies ontvangt. Opleidingen met een economische oriëntatie zijn traditioneel populair onder jongeren van Aramese afkomst, maar ook studies in de rechten, geneeskunde, tandheelkunde, ICT, sport en maatschappelijk werk winnen de laatste jaren aan belangstelling.

## Economie
De Arameeërs in Nederland hebben over het algemeen een relatief hoog opleidingsniveau en zijn succesvol op de arbeidsmarkt. Vergeleken met andere niet-westerse etnische minderheden wordt hun integratie in de Nederlandse samenleving als succesvol beschouwd. De eerste en tweede generatie Arameeërs zijn met name actief als ondernemers en hebben vaak een eigen bedrijf.

## Bekende Arameeërs in Nederland
Onderstaande personen van Aramese afkomst zijn bekend geworden in Nederland vanwege hun bijdragen aan sport, politiek, kunst of entertainment:
- Isa Kahraman, politicus
- Rabi Koria, kunstenaar
- Joyce Chamaoun, actrice
- Cristian D, rapper
- Simon Sulaiman, krachtsporter
- Kennedy Bakırcıoğlu, voetballer
- Mayckel Lahdo, voetballer
- Christian Cicek, voetballer
- Chris David, voetballer
- Gaby Jallo, voetballer
- Jasar Takak, voetballer